# The Cactaceae; descriptions and illustrations of plants of the cactus family
The Cactaceae; descriptions and illustrations of plants of the cactus family (abreviado Cactaceae) es un libro con ilustraciones y descripciones botánicas que fue escrito conjuntamente por Nathaniel Lord Britton y Joseph Nelson Rose. Fue publicado en cuatro volúmenes en los años 1919-1923.
Los autores describen en ella 1.325 especies de la familia de cactus, con  124  géneros. Contiene 137 placas a toda página, 107 en color, 1.120 fotografías en blanco y negro y dibujos, que fueron una excelente ilustración. Gran parte de las láminas en color y dibujos fueron realizados por Mary Emily Eaton.

## Génesis

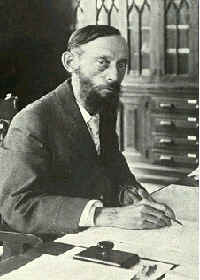
Nathaniel Lord Britton

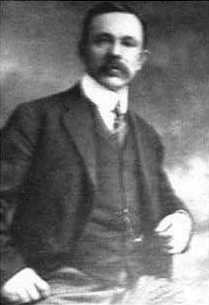
Joseph Nelson Rose

Nathaniel Lord Britton y Joseph Nelson Rose comenzaron sus estudios de cactus en 1904. El plan original era simplemente escribir una descripción de los cactus de América del Norte. Daniel Trembly MacDougal (1865-1958), director del Laboratorio del Desierto en Tucson, primero convencieron a Britton y Rose, y en enero de 1911 a los líderes de la Carnegie Institution for Science, para el estudio total de la familia de plantas. Las obras del proyecto generosamente financiado por el Instituto Carnegie comenzó el 15 de enero de 1912. Rose estaba en sus funciones como comisario adjunto del Instituto Smithsoniano. Él tomó una posición como investigador asociado de la Institución Carnegie. Fue apoyado por sus dos ayudantes William Reed Fitch y Paul George Russell (1889–1963). Britton, director del Jardín Botánico de Nueva York, trabajó como freelance para el proyecto. Robert Statham Williams (1859–1945) fue el responsable de la selección de plantas ilustrativas.

## Visita de las colecciones y herbarios en Europa
La primera tarea de Joseph Nelson Roses fue al comienzo de 1912 viajar a Europa para visitar a los herbarios locales y colecciones de plantas, ya que casi todas las primeras descripciones de los cactus habían sido realizadas por autores europeos. Particular atención se dirige a la atención depositada en los ejemplares tipo de los herbarios y la comparación con las descripciones originales de las colecciones de los jardines botánicos de las plantas cultivadas.
En Londres buscó el Jardín Botánico de Kew, y consultó a las colecciones del Museo de Historia Natural y de la Sociedad Linneana de Londres. En París fueron durante su visita al Museo Nacional de Historia Natural, de especial interés para Alexander von Humboldt donde encontró la especie Pereskia bleo. En Italia, Rose fue huésped del Jardín Botánico Hanbury, fue supervisado por Alwin Berger y visitó colecciones más pequeñas en Roma, Nápoles, Venecia y Florencia. Rose se estableció por primera vez en Alemania en Múnich bajo la dirección de Ludwig Radlkofer y el Museo Botánico de Karl Goebel. Le tomó más viajes a Berlín en el de Adolf Engler del Jardín Botánico de Berlín-Dahlem y de Ignazt Urban que supervisó la recopilación las plantas derivadas de las Indias Occidentales. En Halle se informó por Leopold Quehl (1849-1922) de su colección de Mammillarias. En Erfurt Rose visitó a la horticultura Haage & Schmidt y Haage Jr.. Su última parada en Alemania fue dirigido por Joseph Anton Purpus (1860-1932) del Jardín Botánico de Darmstadt. En el camino de regreso, consultó en Amberes, en la colección privada de Frans de Laet (1866-1928).

## Excursiones botánicas
Las tareas de Britton y Rose también incluyen el estudio de los cactus en sus hábitats naturales en ambas partes de América. A principios de 1913 tuvieron un primer viaje a la Indias Occidentales. Britton recogió allí con su esposa Elizabeth Gertrude Britton (1858-1934) y de Delia West Marble  y John Adolph Shafer (1863-1918) en Saint Thomas y las Islas Vírgenes de los Estados Unidos. De marzo a abril de 1913 continuó su investigación en Puerto Rico y luego en Curaçao. Rose, acompañado por sus ayudantes William Reed Fitch y Paul George Russell, también dejó Saint Thomas. Continuó en Saint Croix, St. Kitts, Antigua y La Española. 
Britton continuó sus estudios en Puerto Rico en 1914 y 1915. En 1914, Britton exploró toda la costa suroccidental y las islas de Desecheo, Mona y Caja de Muertos. Fue asistido por John Francis Cowell (1852-1915) y Stewardson Brown (1867-1921).
Rose exploró en  1916, algunas zonas de cactus en América del Sur. Después de breves estancias en Jamaica y Panamá en 1914, se trasladó a la costa oeste de América del Sur, donde trabajó en el centro y el sur de Perú, centro de Bolivia y norte y centro de Chile. En Santiago de Chile, Rose examinó algunas especie tipo de Rodolfo Amando Philippi recibidos por Johannes Söhrens († 1934), algunas especies raras del jardín botánico local. 1915 Rose en compañía de Paul G. Russell viajaron a la costa este de América del Sur. En Brasil, estudió principalmente Bahía y el área alrededor de Río de Janeiro. Allí conoció a Rose a Leo Zehntner (1864–1961) y Albert Löfgren (1854-1918). En Argentina, fue la ciudad de Mendoza y la provincia de Córdoba el foco principal de su actividad. Durante su estancia, conoció a Carlos Luis Spegazzini, Cristóbal María Hicken (1875–1933) y Carlos Samuel Reed (1888–1949).
Britton examinó en 1916, acompañado por Percy Wilson (1879-1944), en Cuba, las zonas de cactus de las provincias de La Habana y Matanzas y de la Isla de la Juventud. Rose y su esposa estudiaron en Curaçao y Venezuela en octubre y noviembre de 1916, especialmente en las zonas alrededor de La Guaira y Puerto Cabello.
En 1918, Rose realizó con su hijo George Rose en nombre del Departamento de Agricultura de los Estados Unidos, el Herbario Gray, de la Universidad de Harvard y de la New York Botanical Garden un último viaje de investigación a Ecuador. La investigación iniciada en México por Rose no pudo continuar debido a la situación incierta causada por la Revolución Mexicana.

## Trabajo
The Cactaceae fue publicado desde junio de 1919 hasta diciembre de 1923 en cuatro volúmenes. El primer volumen se publicó el 21 de junio de 1919 y contenía 36 placas y 302 ilustraciones en el texto. En él, las dos tribus Pereskieae y Opuntieae fueron tratadas. Con la publicación del segundo volumen el 9 de septiembre de 1920, el trabajo continuó. El volumen contenía 40 placas y 305 imágenes adicionales. En su tratamiento de la tribu cereeae comenzó la subtribu Cereanae y Hylocereana. El 12 de octubre de 1922, seguido por el tercer volumen, que se ilustró con 24 placas de gran tamaño y otras 250 ilustraciones, se ocupó de las subtribus Echinocereanae, Echinocactanae y Cactanae. La conclusión se formó el 24 de diciembre de 1923, la publicación del cuarto volumen, que incluía otros 37 placas y 263 ilustraciones y las otras subtribus Coryphanthanae, Epipyllanae y Rhipsalidanae tenían que contentarse.
La mayoría de las ilustraciones fueron de Mary Emily Eaton. Otros de Louis Charles Christopher Krieger (1873–1940), la japonesa Kako Morita (1870-1931), A. A. Newton, Deborah Griscom Passmore (1840–1911) y la señorita E. I. Schutt. Las láminas a color fueron publicadas por A. Hoen & Co..

## Sistemática
Nathaniel Lord Britton y Joseph Nelson Rose aceptaron 124 géneros con 1325 especies en las tres tribus Pereskieae, Opuntieae y Cereeae. Ellos siguieron básicamente las consideraciones de Karl Moritz Schumann, quien en 1897 en su obra la Gesamtbeschreibung der Kakteen incluye las subfamilias ahora generalmente reconocidas Pereskioideae, Opuntioideae y Cereoideae (hoy Cactoideae). Britton y Rose plantearon varias revisiones llevada a cabo del género Cereus por Alwin Berger, tratada como taxones subgéneros al rango de género. Además, se describen varios nuevos géneros. La tribu Cereeae se divide en ocho subtribus.
- Tribus Pereskieae
  - Pereskia
- Tribus Opuntieae
  - Pereskiopsis
  - Quiabentia
  - Pterocactus
  - Nopalea
  - Tacinga
  - Maihuenia
  - Opuntia
    - Subgénero Cylindropuntia

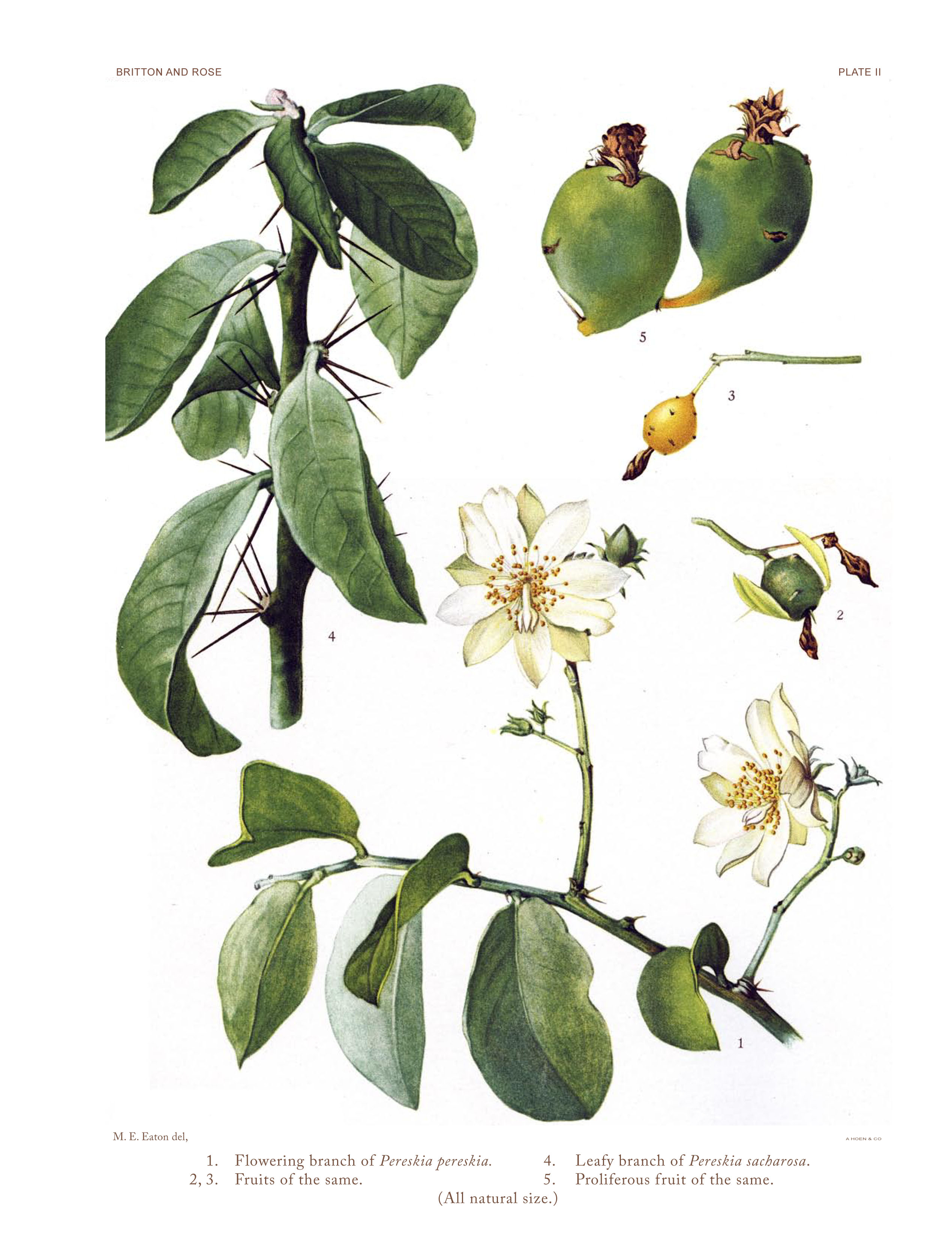
Pereskia pereskia así como una rama con hojas y los frutos de Pereskia sacharosa.

      - divididos en Ramosissimae, Leptocaules, Thurberianae, Echinocarpae, Bigelovianae, Imbricatae, Fulgidae, Vestitae, Clavarioides, Salmianae, Subulatae, Miquelianae, Clavatae

    - Subgénero Tephrocactus
      - divididos en Weberianae, Floccosae, Glomeratae, Pentlandianae

    - Subgénero Platyopuntia
      - divididos Pumilae, Curassavicae, Aurantiacae, Pisciformes, Tunae, Basilares, Inamoeneae, Tortispinae, Sulphureae, Strigiles, Setispinae, Phaecanthae, Elatiores, Elatae, Scheerianae, Dillenianae, Macdougalianae, Tomentosae, Leucotrichae, Orbiculatae, Ficus-indicae, Streptacanthae, Robustae, Polyacanthae, Stenopetalae, Palmadorae, Spinossimae, Brasilienses, Ammophilae, Chaffeyanae

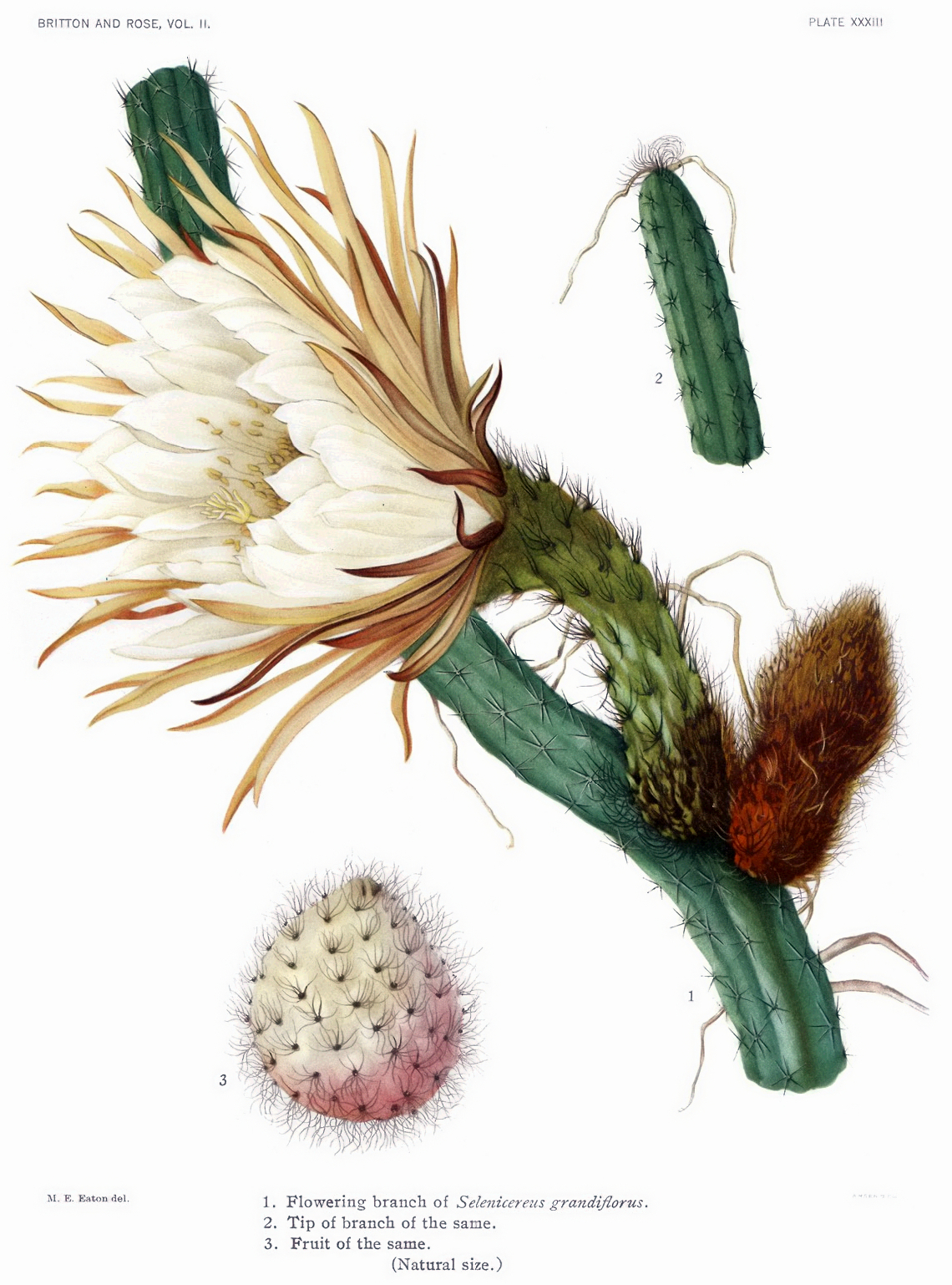
La placa 33 del volumen 2 muestra Selenicereus grandiflorus.

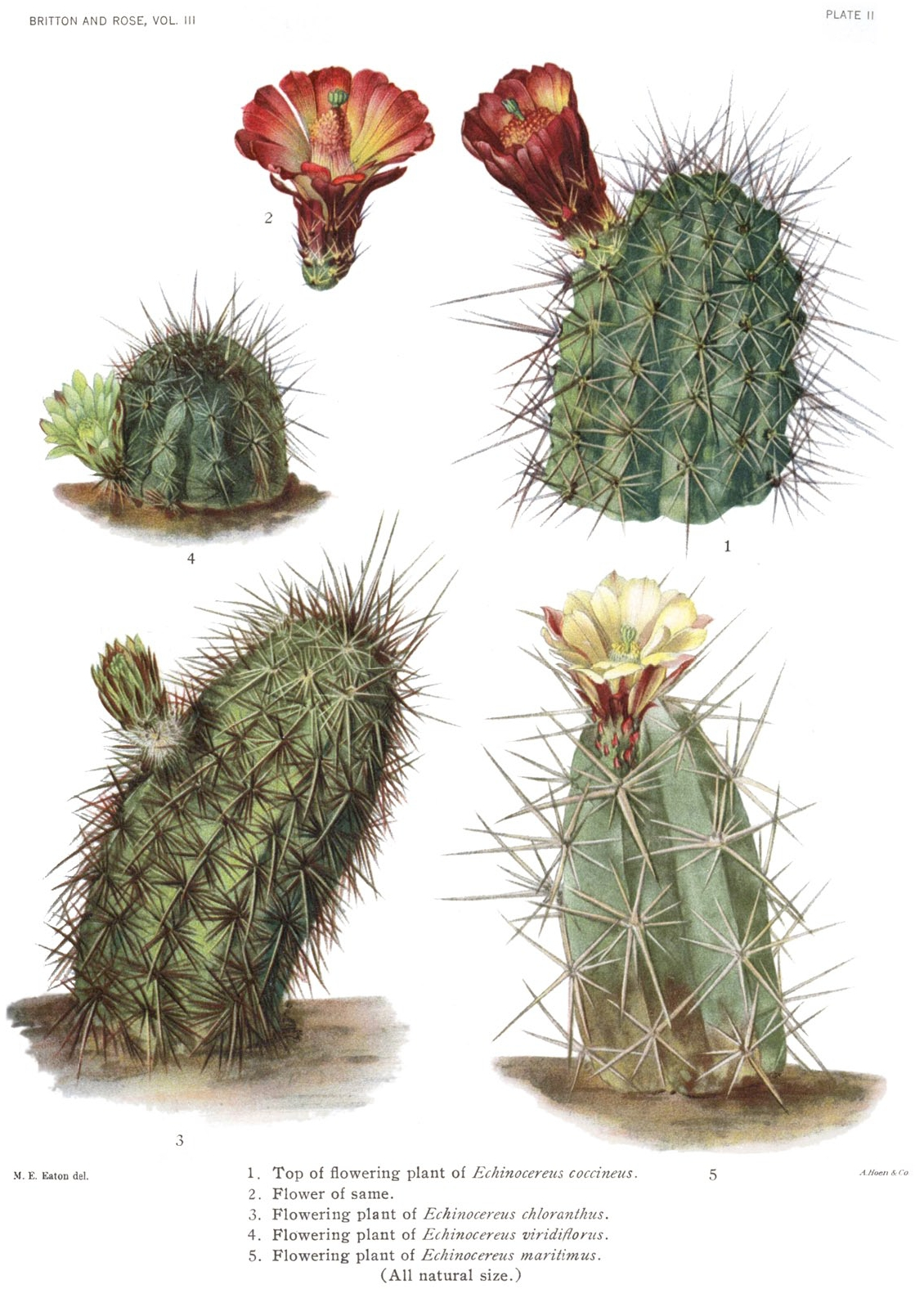
La placa 2 del volumen 3 con Echinocereus coccineus, Echinocereus chloranthus, Echinocereus viridiflorus y 'Echinocereus maritimus.

  - Grusonia

- Tribus Cereeae
  - Subtribus Cereanae
    - Cereus
    - Monvillea
    - Cephalocereus
    - Espostoa
    - Browningia
    - Stetsonia
    - Escontria
    - Corryocactus
    - Pachycereus
    - Leptocereus
    - Eulychnia
    - Lamaireocereus
    - Erdisia
    - Bergerocactus
    - Leocereus
    - Wilcoxia
    - Peniocereus
    - Dendocereus
    - Machaerocereus
    - Nyctocereus
    - Brachycereus
    - Acanthocereus
    - Heliocereus
    - Trichocereus
    - Jasminocereus
    - Harrisia
    - Borzicactus
    - Carnegiea
    - Binghamia
    - Rathbunia
    - Arrojadoa
    - Oreocereus
    - Facheiroa
    - Cleistocactus
    - Zehntnerella
    - Lophocereus
    - Myrtillocactus
    - Neoraimondia
    - Neoabbottia

  - Subtribus Hylocereanae
    - Hylocereus
    - Wilmattea
    - Selenicereus
    - Medicactus
    - Deamia
    - Weberocereus
    - Werckleocereus
    - Aporocactus
    - Strophocactus

- - Subtribus Echinocereanae
    - Echinocereus
    - Austrocactus
    - Rebutia
    - Chamaecereus
    - Lobivia
    - Echinopsis

  - Subtribus Echinocactanae
    - Denmoza
    - Ariocarpus
    - Lophophora
    - Copiapoa
    - Pediocactus
    - Toumeya
    - Epithelantha
    - Neoporteria
    - Arequipa
    - Oroya
    - Matuacana
    - Hamatocactus
    - Strombocactus
    - Leuchtenbergia
    - Echinofossulocactus
    - Ferocactus
    - Echinomastus
    - Gymnocalycium
    - Echinocactus
    - Homocephala
    - Astrophytum
    - Eriosyce
    - Malacocarpus
    - Hickenia
    - Frailea
    - Mila
    - Sclerocactus
    - Utahia

  - Subtribus Cactanae
    - Discocactus
    - Cactus

  - Subtribus Coryphanthanae
    - Ancistrocactus
    - Thelocactus
    - Neolloydia
    - Mamillopsis
    - Cochemiea
    - Coryphantha
    - Neobesseya
    - Escobaria
    - Bartschella
    - Pelecyphora
    - Phellosperma
    - Dolichothele
    - Solisia
    - Neomammillaria

  - Subtribus Epipyllanae
    - Zygocactus
    - Epiphyllanthus
    - Schlumbergera
    - Epiphyllum
    - Disocactus
    - Chiapasia
    - Eccremocactus
    - Nopalxochia
    - Wittia

  - Subtribus Rhipsalidanae
    - Erythrorhipsalis
    - Rhipsalidopsis
    - Pfeiffera
    - Acanthorhipsalis
    - Pseudorhipsalis
    - Lepismium
    - Hatiora
    - Rhipsalis